# بخش آنگاکو
بخش آنگاکو (به اسپانیایی: Departamento Angaco) یک منطقهٔ مسکونی در آرژانتین است که در استان سان خوآن، آرژانتین واقع شده‌است. بخش آنگاکو ۱٫۸۶۵ کیلومتر مربع مساحت و ۷٬۵۷۰ نفر جمعیت دارد.